# Ginástica de trampolim nos Jogos Pan-Americanos de 2007 - Feminino
A competição feminina da ginástica de trampolim nos Jogos Pan-Americanos de 2007 foi realizada nos dias 27 e 28 de julho no Pavilhão 3A do Complexo Esportivo Riocentro.

## Medalhistas
| Ouro   | CAN Karen Cockburn      |
| Prata  | CAN Rosannagh MacLennan |
| Bronze | BRA Giovanna Matheus    |

## Resultados

### Qualificação
| Pos. | Atleta                 | Rotina | Juízes | Juízes | Juízes | Juízes | Juízes | Juízes | Pen | Total |
| Pos. | Atleta                 | Rotina | CAN    | MEX    | ARG    | USA    | BRA    | Dif    | Pen | Total |
| ---- | ---------------------- | ------ | ------ | ------ | ------ | ------ | ------ | ------ | --- | ----- |
| 1    | CAN Karen Cockburn     | 1ª     | 8,3    | 9,0    | 9,1    | 8,5    | 8,4    | 3,2    |     | 67,40 |
| 1    | CAN Karen Cockburn     | 2ª     | 7,7    | 8,4    | 7,9    | 7,8    | 8,0    | 14,6   |     | 67,40 |
| 2    | CAN Rosannagh McLennan | 1ª     | 8,5    | 8,5    | 9,0    | 8,3    | 8,3    | 3,1    |     | 64,80 |
| 2    | CAN Rosannagh McLennan | 2ª     | 7,4    | 7,8    | 7,4    | 7,4    | 7,6    | 14,0   |     | 64,80 |
| 3    | BRA Giovanna Matheus   | 1ª     | 8,1    | 8,4    | 7,7    | 8,1    | 8,4    | 2,4    |     | 62,00 |
| 3    | BRA Giovanna Matheus   | 2ª     | 7,4    | 7,4    | 7,2    | 7,0    | 7,8    | 13,0   |     | 62,00 |
| 4    | USA Brittany Dircks    | 1ª     | 7,8    | 7,7    | 7,7    | 7,8    | 7,6    | 2,7    |     | 59,90 |
| 4    | USA Brittany Dircks    | 2ª     | 6,6    | 7,0    | 6,9    | 6,8    | 7,0    | 13,3   |     | 59,90 |
| 5    | BRA Bruna Garambone    | 1ª     | 7,9    | 7,9    | 7,6    | 7,7    | 7,8    | 2,1    |     | 57,00 |
| 5    | BRA Bruna Garambone    | 2ª     | 7,2    | 7,6    | 7,4    | 6,9    | 7,1    | 9,8    |     | 57,00 |
| 6    | ARG Veronica Lorenzo   | 1ª     | 7,6    | 7,6    | 7,9    | 7,3    | 7,7    | 2,3    |     | 54,20 |
| 6    | ARG Veronica Lorenzo   | 2ª     | 6,6    | 6,9    | 6,8    | 6,3    | 6,9    | 8,7    |     | 54,20 |
| 7    | MEX Nadia Solís        | 1ª     | 7,1    | 7,7    | 7,4    | 7,1    | 7,3    | 2,7    |     | 43,70 |
| 7    | MEX Nadia Solís        | 2ª     | 3,6    | 3,7    | 3,7    | 3,6    | 4,0    | 8,2    |     | 43,70 |
| 8    | USA Alaina Williams    | 1ª     | 8,0    | 8,9    | 8,7    | 8,2    | 8,5    | 2,4    |     | 32,00 |
| 8    | USA Alaina Williams    | 2ª     | 0,4    | 0,5    | 0,5    | 0,4    | 0,5    | 2,8    |     | 32,00 |

### Final
| Pos.              | Atleta                 | Juízes | Juízes | Juízes | Juízes | Juízes | Juízes | Pen | Total |
| Pos.              | Atleta                 | CAN    | MEX    | ARG    | USA    | BRA    | Dif    | Pen | Total |
| ----------------- | ---------------------- | ------ | ------ | ------ | ------ | ------ | ------ | --- | ----- |
| Medalha de ouro   | CAN Karen Cockburn     | 7,7    | 8,0    | 7,7    | 7,5    | 7,7    | 14,4   |     | 37,50 |
| Medalha de prata  | CAN Rosannagh McLennan | 7,7    | 7,8    | 7,5    | 7,2    | 7,3    | 14,0   |     | 36,50 |
| Medalha de bronze | BRA Giovanna Matheus   | 7,4    | 7,5    | 7,5    | 6,7    | 7,2    | 12,2   |     | 34,30 |
| 4                 | USA Alaina Williams    | 6,7    | 7,1    | 6,9    | 6,8    | 6,8    | 13,2   |     | 33,70 |
| 5                 | MEX Nadia Solís        | 6,8    | 7,1    | 7,2    | 6,6    | 7,2    | 11,3   |     | 32,40 |
| 6                 | ARG Veronica Lorenzo   | 7,5    | 7,6    | 7,1    | 7,4    | 7,0    | 8,7    |     | 30,70 |
| 7                 | USA Brittany Dircks    | 4,0    | 4,2    | 4,2    | 4,1    | 4,2    | 9,2    |     | 21,70 |
| 8                 | BRA Bruna Garambone    | 0,6    | 0,8    | 0,6    | 0,6    | 0,7    | 2,5    |     | 4,40  |